# وفاء الوفا بأخبار دار المصطفى
وفاء الوفا بأخبار دار المصطفى كتاب عن تاريخ المدينة المنورة، ألفه الإمام السمهودي.

## محتوى الكتاب
الكتاب يحتوي على معلومات كثيرة كتبها أسلافه، وفيه وصف معالم المدينة سواء المعالم الموجودة في زمانه، فكتب عنها كتابة شاهد عيان ووصفها بدقة، أو المعالم التي زالت، فحاول أن يتتبع آثارها ونقل عمن كتب عنها.
وشمل الكتاب المساجد التي صلى فيها رسول الله ﷺ ولم تعد قائمة، والأحداث التاريخية، وركز على التاريخ القديم، فنقل الروايات المختلفة عن تأسيس يثرب، والقبائل التي استوطنتها وسرد أخبارهم في الجاهلية كما سرد أخبار المدينة في العهد النبوي.